# Kahama (stad)
Kahama is een stad in het noordwesten van Tanzania, in de regio Shinyanga. Het had in 2006 ongeveer 36.000 inwoners. Kahama is de hoofdstad van het gelijknamige district.
De Buzwagi-goudmijn vlak bij Kahama zorgt voor werkgelegenheid. Kahama ligt aan de autoweg B3, die het verbindt met Shinyanga in het oosten.
Sinds 1983 is Kahama de zetel van een rooms-katholiek bisdom.